# 8-й отдельный гвардейский танковый полк прорыва
8-й отдельный гвардейский танковый Корсунский Краснознаменный полк прорыва — гвардейское формирование РККА Вооружённых сил СССР в Великой Отечественной войне.
Сокращённое наименование — 8 гв. оттп.

## История
Полк сформирован в октябре 1942 года на основании Директивы Народного Комиссариата Обороны № 1104913, от 12 октября 1942 года, в Московском АБТ Центре (Костерово — Ногинск) на базе 212 тбр.
13 февраля 1944 года Директивой ГШКА № Орг/3/305512, от 13 февраля 1944 года полк переформирован в 8-й гвардейский тяжёлый танковый полк.

## В составе
В составе Действующей армии в периоды:
- с 24.11.1942 по 31.01.1943 года.
- с 17.07.1943 по 27.10.1943 года.
- с 15.02.1944 по 24.05.1944 года.
- с 27.07.1944 по 09.05.1945 года.

| Дата            | Фронт (округ)                 | Армия                 | Корпус               | Дивизия | Бригада | Примечания |
| --------------- | ----------------------------- | --------------------- | -------------------- | ------- | ------- | ---------- |
| 01.11.1942 года |                               |                       |                      |         |         |            |
| 01.12.1942 года | Донской фронт                 | 24-я армия            |                      |         |         |            |
| 01.01.1943 года | Донской фронт                 | 24-я армия            |                      |         |         |            |
| 01.02.1943 года | Донской фронт                 | 66-я армия            |                      |         |         |            |
| 01.03.1943 года | РВГК                          | 66-я армия            |                      |         |         |            |
| 01.04.1943 года | РВГК                          | 66-я армия            |                      |         |         |            |
| 01.05.1943 года | РВГК                          |                       |                      |         |         |            |
| 01.06.1943 года | Московский военный округ      |                       |                      |         |         |            |
| 01.07.1943 года | Московский военный округ      |                       |                      |         |         |            |
| 01.08.1943 года | Брянский фронт                | 11-я армия            |                      |         |         |            |
| 01.09.1943 года | Брянский фронт                | 50-я армия            |                      |         |         |            |
| 01.10.1943 года | Брянский фронт                | 50-я армия            |                      |         |         |            |
| 01.11.1943 года | РВГК                          |                       |                      |         |         |            |
| 01.12.1943 года | Московский военный округ      |                       |                      |         |         |            |
| 01.01.1944 года | Московский военный округ      |                       |                      |         |         |            |
| 01.02.1944 года | Московский военный округ      |                       |                      |         |         |            |
| 01.03.1944 года | 2-й Украинский фронт          | 2-я танковая армия    |                      |         |         |            |
| 01.04.1944 года | 2-й Украинский фронт          | 2-я танковая армия    |                      |         |         |            |
| 01.05.1944 года | 2-й Украинский фронт          | 2-я танковая армия    |                      |         |         |            |
| 01.06.1944 года | РВГК                          |                       |                      |         |         |            |
| 01.07.1944 года | Московский военный округ      |                       |                      |         |         |            |
| 01.08.1944 года | 1-й Прибалтийский фронт       |                       | 19-й танковый корпус |         |         |            |
| 01.09.1944 года | 1-й Прибалтийский фронт       | 51-я армия            | 19-й танковый корпус |         |         |            |
| 01.10.1944 года | 1-й Прибалтийский фронт       | 6-я гвардейская армия | 19-й танковый корпус |         |         |            |
| 01.11.1944 года | 1-й Прибалтийский фронт       | 6-я гвардейская армия | 19-й танковый корпус |         |         |            |
| 01.12.1944 года | 2-й Прибалтийский фронт       |                       | 19-й танковый корпус |         |         |            |
| 01.01.1945 года | 2-й Прибалтийский фронт       |                       | 19-й танковый корпус |         |         |            |
| 01.02.1945 года | 2-й Прибалтийский фронт       |                       | 19-й танковый корпус |         |         |            |
| 01.03.1945 года | 2-й Прибалтийский фронт       | 6-я гвардейская армия | 19-й танковый корпус |         |         |            |
| 01.04.1945 года | Курляндская группировка войск |                       | 19-й танковый корпус |         |         |            |
| 01.05.1945 года | РВГК                          |                       | 19-й танковый корпус |         |         |            |

## Боевой и численный состав полка
Сформирован по штату № 010/266.
В целях усиления мощи танковых частей с 15 января 1943 года в тяжелые танковые полки дополнительно вводились взвод автоматчиков, численностью 33 человека и 32 ППШ;
Директивой ГШКА № Орг/3/305512 от 13.02.1944 г. переведен на штат № 010/460 (танки ИС-2).
По штату полк состоял из четырех танковых рот (в каждой по 5 машин), роты автоматчиков, роты технического обеспечения, взвода управления, саперного и хозяйственного взводов и полкового медицинского пункта (ПМП).
Каждый полк должен был иметь 90 офицеров, 121 человек сержантского состава и 163 человек рядового состава. Всего — 374 человека личного состава и 21 танк ИС 2, включая танк командира, 3 английских БТР Универсал и 1 БА-64.
Численный состав:
| дата       | объединение | Личный состав | Типы танков (исправных/неисправных) | Всего | Примечание                        |
| 21.11.1942 | ДФ          | 214           | 21 КВ                               | 21    | ЦАМО РФ. ф. 38, оп. 11373, д. 150 |
| 16.07.1943 |             | 247           | 21 КВ                               | 21    | ЦАМО РФ. ф. 38, оп. 11373, д. 150 |

## Командный состав полка
Командиры полка
- Калиничев, гвардии майор, на 08.1943 года
- Земляной Андрей Григорьевич, подполковник, 10.04.1945 полковник, 00.09.1943 - 00.06.1945 года.[5]

Начальники штаба полка
- Разрядов Виктор Иванович, майор (ранен 91.01.1943) 26.11.1942 - 01.01.1943 года[6]
- Горелов, гвардии капитан. на 08.1943 года
- Дёмин, гв. майор,на 02.1944 - 04.1944 года

Заместитель командира полка по строевой части
- Гудзь Павел Данилович, майор, с 16.02.1943 подполковник, 09.11.1942 - 15.06.1943 года[7]

Заместитель командира полка по технической части
Заместитель командира по политической части

## Награды и наименование
| Награда                            | Дата                                                           | За что получена |
| ---------------------------------- | -------------------------------------------------------------- | --- |
| Почётное звание«Гвардейский»       | Директивой ГШКА № Орг/3/305512 от 13.02.1944                   | При формировании |
| Почетное наименование «Корсунский» | Приказ Верховного Главнокомандующего 18 февраля 1944 года № 75 | В ознаменование одержанной победы соединениям и частям, отличившимся в боях за освобождение города Корсунь-Шевченковский     |
| Орден Красного Знамени             | Указ Президиума ВС СССР от 19.03.1944 года                     | За образцовое выполнение заданий командования в боях за освобождение города Умани и проявленные при этом доблесть и мужество |

## Отличившиеся воины
| Награда | Ф.И.О                        | Должность                   | Звание                           | Дата награждения и номер документа награждении                    | Примечания |
| ------- | ---------------------------- | --------------------------- | -------------------------------- | ----------------------------------------------------------------- | ---------- |
|         | Мельников Виктор Иванович    | командир роты танков        | гвардии старший лейтенант        | Указом Президиума Верховного Совета СССР от 13 сентября 1944 года | Посмертно  |
|         | Савин Николай Семёнович      | командир танка              | гвардии лейтенант                | Указом Президиума Верховного Совета СССР от 13 сентября 1944 года | Посмертно  |
|         | Скачков, Виктор Михайлович   | механик-водитель танка ИС-2 | гвардии младший техник-лейтенант | Указом Президиума Верховного Совета СССР от 24 марта 1945 года    | Посмертно  |
|         | Николаенко, Роман Стефанович | командир танкового взвода   | гвардии лейтенант                | Указом Президиума Верховного Совета СССР от 24 марта 1945 года    | Посмертно  |
|         | Григорьев, Иван Яковлевич    | командир орудия танка       | гвардии старшина                 | Указом Президиума Верховного Совета СССР от 24 марта 1945 года    | Посмертно  |